# Externe veiligheid
Externe veiligheid is een begrip uit het Besluit externe veiligheid inrichtingen (Bevi) en beschrijft de kans dat personen in de omgeving van een activiteit waar met gevaarlijke stoffen wordt gewerkt, slachtoffer worden van een ongeval met die stoffen.
In Nederland is het beleid ten aanzien van externe veiligheid vooral gericht op de kans op overlijden. Wel is het beleid steeds meer gericht op de aspecten zelfredzaamheid en bestrijdbaarheid van een incident; aspecten waar met name de brandweer zich mee bezighoudt. Hiermee wordt ook de kans op gewonden meegewogen.
Externe veiligheid kan op twee manieren ingedeeld worden. Enerzijds tussen transportrisico en het risico bij inrichtingen.
- Transportrisico behandelt de externe veiligheid langs transportassen waarover gevaarlijke stoffen worden vervoerd, zoals spoorlijnen en snelwegen. De Betuweroute is een voorbeeld.
- Risico bij inrichtingen gaat over externe veiligheid rond bedrijven waar met gevaarlijke stoffen wordt gewerkt, bijvoorbeeld tankstations met lpg-verkoop.

Anderzijds is er verschil tussen plaatsgebonden risico en groepsrisico.
- Plaatsgebonden risico is de plaatsgebonden kans per jaar dat een onbeschermd persoon komt te overlijden ten gevolge van een ongeval met gevaarlijke stoffen. Het plaatsgebonden risico (PR) is weer te geven met een contour rondom een activiteit.
- Het groepsrisico geeft de kans per jaar aan dat een groep personen van een bepaalde grootte (bijvoorbeeld 10, 100 of 1000 personen tegelijk slachtoffer wordt van een ongeval met gevaarlijke stoffen. Het groepsrisico (GR) wordt weergegeven in een curve waarin het aantal personen is afgezet tegen de kans per jaar op (tegelijk) overlijden.

Het verschil met interne veiligheid is dat dat de kans beschrijft dat personen die bij de activiteit waar met gevaarlijke stoffen wordt gewerkt zelf horen, zoals werknemers, slachtoffer worden, zie Arbeidsomstandighedenwet.

## Besluitvorming
Wanneer er sprake is van een situatie waarin externe veiligheid een rol speelt en waarin de overheid als bevoegd gezag een beslissing dient te nemen (doorgaans bij milieuvergunningen en bestemmingsplannen) dient beoordeeld te worden of de situatie niet in strijd is met de grenswaarden voor het plaatsgebonden risico en dient het groepsrisico verantwoord te worden. De 'verantwoording van groepsrisico' is ingevoerd met de inwerkingtreding van het Bevi (Besluit externe veiligheid inrichtingen). Kort gezegd komt het erop neer dat het bevoegd gezag verantwoording aflegt over het groepsrisico en de maatregelen die getroffen zijn om dat risico zo veel mogelijk te beperken.